# Epi tou eidikou

L’epi tou eidikou (en grec : ἐπὶ τοῦ εἰδικοῦ [λόγου], « responsable du [département] spécial »), parfois appelé simplement eidikos (« le [secrétaire] spécial ») ou, à partir du XIe siècle, logothète tou eidikou, est un fonctionnaire de l'Empire byzantin qui dirige l'eidikon, un trésor spécial,.

## Histoire et fonctions
L'origine de cette fonction n'est pas clairement définie. Le département est attesté pour la première fois sous l'empereur Théophile, mais certains historiens, comme Rodolphe Guilland, font dériver l'étymologie de l’eidikon du terme idikos, qui signifie « privé », ce qui implique une continuation avec le poste de comes rerum privatarum (« comte des affaires privées », administrateur de la fortune privée de l'empereur) sous l'Empire romain,. Cette thèse est rejetée par d'autres historiens, notamment par John B. Bury, qui voient ces deux offices comme différents. J Bury estime que le département spécial de l’eidikon doit se lire au regard du département général du génikon. Enfin, E. Stein relie le terme d’eidikon à celui d’eidos (« marchandise, produit ») et il considère que l’eidikon est le trésor pour les revenus payés en nature,. 
L’eidikon respecte la double fonction de trésor impérial et de dépôt. Comme trésor, il rassemble des biens précieux divers comme la soie ou l'or et il est responsable du paiement des salaires annuels (rogai) des dignitaires de rang sénatorial. Comme dépôt, l’eidikon contrôle les manufactures impériales concevant le matériel militaire et est responsable de l'approvisionnement en équipement militaire pour les expéditions, ce qui va des armes aux équipements spécifiques à la marine byzantine, voire aux tenues d'origine arabe pour les espions impériaux,. Dans le cas des expéditions auxquelles l'empereur participe, l’eidikos accompagne l'armée à la tête du train de provisions,.
Le département est attesté jusqu'en 1081 mais il disparaît probablement peu après. Rodolphe Guilland suggère que le logothésion de l’oikeiakoi le remplace.